# Carlo Carafa (1517-1561)
Pour les articles homonymes, voir Carafa et Carlo Caraffa.
Pour les autres membres de la famille, voir Famille Carafa.
Carlo Carafa (ou Carlo Caraffa), né le 29 mars 1517 à Naples et mort le 6 mars 1561 à Rome, est un cardinal italien, neveu du pape Paul IV, et le fils de Jean Alphonse Carafa, comte de Montorio.

## Biographie
Issu d'une branche mineure de la famille napolitaine des Carafa, son oncle le cardinal Gian Pietro Carafa fut élu pape en 1555 sous le nom de Paul IV. Celui-ci combla sa famille d'honneurs et de biens : il éleva Carlo, qui n'était pourtant pas un religieux, à la pourpre cardinalice et il dépouilla pour l'enrichir lui et son frère les puissantes familles Colonna et Guidi ; le pape soutint même à cause d'eux une guerre contre Naples et l'Espagne, mais en 1559, peu avant sa mort, les plaintes concernant leur rapacité et leurs injustices le forcèrent à les exiler de Rome ainsi qu'à leur ôter leurs dignités. 
Son successeur, Pie IV, ennemi personnel des Carafa, poussa plus loin le châtiment : en 1560, le cardinal Carlo Caraffa fut condamné à mort et étranglé dans sa prison ; son frère, Giovanni Carafa, soupçonné d'avoir fait assassiner sa femme, eut la tête tranchée ; le cardinal Alfonso Carafa, fils d'Antoine, fut soumis à une amende de 100 000 écus; enfin le sénat romain abolit par décret la mémoire des Carafa. 
En 1566, Pie V fit réviser leurs procès et les réintégra dans leurs titres et honneurs.

## Sources
- Marie-Nicolas Bouillet  et Alexis Chassang (dir.), « Carlo Carafa (1517-1561) » dans Dictionnaire universel d’histoire et de géographie, 1878 (lire sur Wikisource)